# 隆高地区圣玛格丽滕
隆高地区圣玛格丽滕是奥地利萨尔茨堡州隆高县的一个市镇。总面积24.47平方公里，总人口799人，人口密度32.7人/平方公里（2005年）。